# Černý Most metróállomás
Černý Most egy metróállomás Prágában a prágai B metró vonalán.

## Szomszédos állomások
A metróállomáshoz az alábbi állomások vannak a legközelebb:
- Rajská zahrada (Zličín)

## Átszállási kapcsolatok
| B (Zličín ↔ Černý Most) | |                         |
| Állomás                 | Átszállási kapcsolatok                                                                                            | Fontosabb létesítmények |
| Černý Most              | 141, 181, 201, 220, 221, 222, 223, 224, 240, 250, 303, 304, 344, 346, 353, 354, 367, 379, 398, 912, H1, IKEA2 P+R |                         |